# Dobryansky (huyện)
Huyện Dobryansky (tiếng Nga: ? райо́н) là một huyện hành chính tự quản (raion), của Vùng Perm, Nga. Huyện có diện tích 5157 kilômét vuông, dân số thời điểm ngày 1 tháng 1 năm 2000 là 26900 người. Trung tâm của huyện đóng ở Dobryanka.